# Octoknema genovefae
Espèce
Octoknema genovefae est une espèce de plantes à fleurs de la famille des Olacaceae et du genre Octoknema selon la classification phylogénétique.

## Description
Octoknema genovefae est une plante endémique du Cameroun. Elle est confinée dans la forêt de basse altitude au Cameroun. Un spécimen a été trouvé lors d'une enquête réalisée à Ebo en février 2006.